# 住宅金融支援機構
独立行政法人住宅金融支援機構（じゅうたくきんゆうしえんきこう、英称：Japan Housing Finance Agency、JHF）は、住宅金融公庫の業務を継承した独立行政法人で、2007年（平成19年）4月1日に発足した政策金融機関である。所管省庁は、国土交通省住宅局と財務省大臣官房政策金融課である。

## 支店
- 北海道支店（札幌市）、東北支店（仙台市）、東海支店（名古屋市）、北陸支店（石川県金沢市）、近畿支店（大阪市）、中国支店（広島市）、四国支店（香川県高松市）、九州支店（福岡市）の8店舗

## 業務
旧住宅金融公庫では住宅ローンを直接融資していたが、住宅金融支援機構では一部の民間金融機関による貸付が困難な分野のみに直接融資を限定し、その他の一般的な住宅ローンについては、民間金融機関が長期固定金利の住宅ローンを提供できるよう、資金の融通を支援する。なお住宅金融支援機構は、一定の金融機関、一定の債権回収会社、地方公共団体その他政令で定める法人に対し、業務の一部を委託することができる。
1. 証券化支援業務
民間金融機関が安心して長期固定金利の住宅ローンを提供できるよう、住宅ローン債権を証券化し、投資家に投資してもらう。フラット35などが代表例。
2. 融資保険業務
民間金融機関の住宅ローンが債務不履行に陥った場合、住宅金融支援機構が金融機関に保険金を支払う。これを利用した商品に、リバースモーゲージの一種であるリ・バース60がある。
3. 直接融資業務
災害復興建築物の建設・購入、被災建築物の補修のための資金の融資
災害予防代替建築物の建設・購入、災害予防移転建築物の移転、災害予防関連工事の費用、住宅の耐震改修の資金のための融資
合理的土地利用建築物の建設・購入、マンションの共用部分の改良のための資金融資
子育て世帯向け、高齢者世帯向けの賃貸住宅を建設・改良するための資金融資
高齢者の家庭に適した良好な居住性能及び居住環境を有する住宅とすることを主たる目的とする住宅の改良の資金融資
事業主や事業主団体から勤労者退職金共済機構の行う転貸貸付に係る住宅資金の貸付を受けることができない勤労者に対する、財形住宅貸付業務
4. 住宅の建設をしようとする者への情報の提供
情報提供・相談援助業務は、他の機関、民間団体、地方公共団体へ委託することは一切できない。
5. 住宅金融公庫の債権の管理・回収業務
6. 緊急時の主務大臣の要求
主務大臣は、災害時等緊急の必要がある場合には、住宅金融支援機構に対して業務に関する必要な措置をとるよう求めることができる。住宅金融支援機構は正当な理由がない限りその求めに応じなければならない。

## 歴代理事長
- 島田精一（2007年 - 2011年）
- 宍戸信哉（2011年 - 2015年）
- 加藤利男（2015年 - 2021年)
- 毛利信二 (2021年 - )